# Oktoberfeest Sittard
Oktoberfeest Sittard is een jaarlijks, zesdaags festival in Sittard, dat sinds 2005 van vrijdag tot woensdag in de herfstvakantie plaatsvindt. Het evenement, geïnspireerd op het Oktoberfest uit München, draait vooral om Duitstalige muziek en blaasmuziek. Echter is in een van de paviljoens op enkele avonden ook andere muziek te vinden, bijvoorbeeld Nederlandstalige popmuziek. Naast het muzikale programma staat er ook een grote kermis, verspreid over verschillende straten en pleinen in het Sittardse centrum.

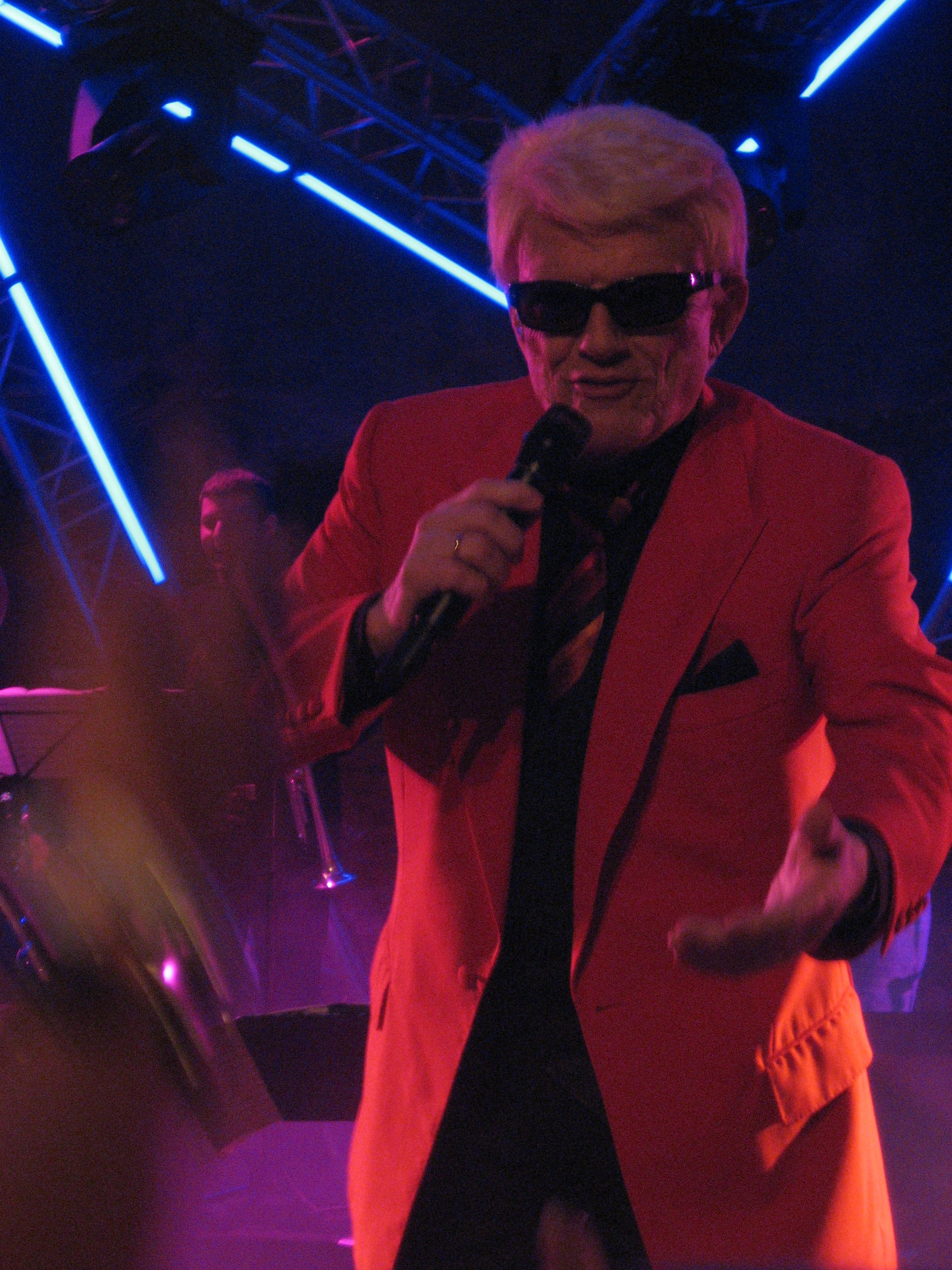
Heino op het Oktoberfeest Sittard in 2009, ook in 2010, 2011, 2014 en 2019 trad hij hier op.
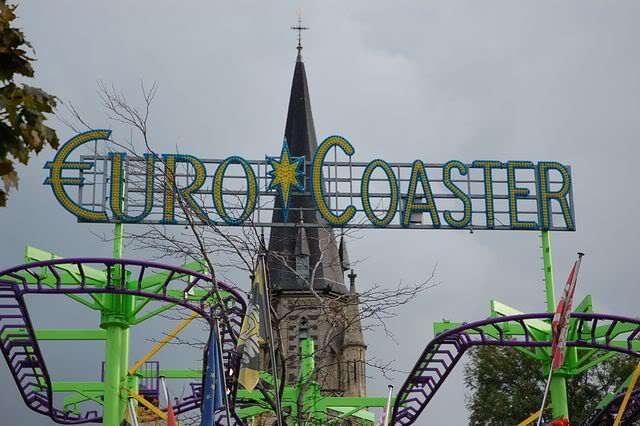
Achtbaan op de kermis van het Oktoberfeest Sittard.